# Saint-Laurent-en-Grandvaux
Saint-Laurent-en-Grandvaux è un comune francese di 1 881 abitanti situato nel dipartimento del Giura nella regione della Borgogna-Franca Contea.

## Società

### Evoluzione demografica
Abitanti censiti